# Santa Cruz do Douro e São Tomé de Covelas
Santa Cruz do Douro e São Tomé de Covelas (oficialmente: União das Freguesias de Santa Cruz do Douro e São Tomé de Covelas) é uma freguesia portuguesa do município de Baião, com 16,11 km² de área e 1654 habitantes (censo de 2021). A sua densidade populacional é 102,7 hab./km².

## História
Foi constituída em 2013, no âmbito de uma reforma administrativa nacional, pela agregação das antigas freguesias de Santa Cruz do Douro e São Tomé de Covelas e tem sede em Santa Cruz do Douro.

## Demografia
A população registada nos censos foi:
| Distribuição da População por Grupos Etários | Distribuição da População por Grupos Etários | Distribuição da População por Grupos Etários | Distribuição da População por Grupos Etários | Distribuição da População por Grupos Etários | Distribuição da População por Grupos Etários |
| -------------------------------------------- | -------------------------------------------- | -------------------------------------------- | -------------------------------------------- | -------------------------------------------- | -------------------------------------------- |
| Antes da agregação                           |                                              |                                              |                                              |                                              |                                              |
| Ano                                          | 0-14 anos                                    | 15-24 anos                                   | 25-64 anos                                   | >= 65 anos                                   | Total                                        |
| 2001                                         | 482                                          | 391                                          | 1185                                         | 469                                          | 2527                                         |
| 2011                                         | 267                                          | 275                                          | 1068                                         | 419                                          | 2029                                         |
| Após a agregação                             |                                              |                                              |                                              |                                              |                                              |
| Ano                                          | 0-14 anos                                    | 15-24 anos                                   | 25-64 anos                                   | >= 65 anos                                   | Total                                        |
| 2021                                         | 142                                          | 178                                          | 884                                          | 450                                          | 1654                                         |